# Kaple svatého Antonína Paduánského (Plzeň)
Kaple svatého Antonína Paduánského je součástí kostela Nanebevzetí Panny Marie v Plzni. Kaple byla přistavěna k severní lodi kostela krátce po roce 1676.

## Popis
Kaple má oktogonální půdorys. Stěny mají štukovou výzdobu a jsou členěny pilastry v rozích zalomenými. Prostor kaple je završen kupolí vyvrcholenou lucernou. Vstup do kaple uzavírá zdobená mříž z roku 1706. Rámový oltář svatého Antonína Paduánského, bohatě zdobený akantovými rozvilinami a četnými anděly, pochází z roku 1698. V kapli jsou uloženy některé ze soch Čtrnácti svatých pomocníků, které stávaly ve výklencích při vstupu do kostela Nanebevzetí Panny Marie např. sv. Eustach, sv. Akátius, sv. Diviš, sv. Kateřina Alexandrijská, sv. Markéta Antiochijská a další.

## Fotogalerie

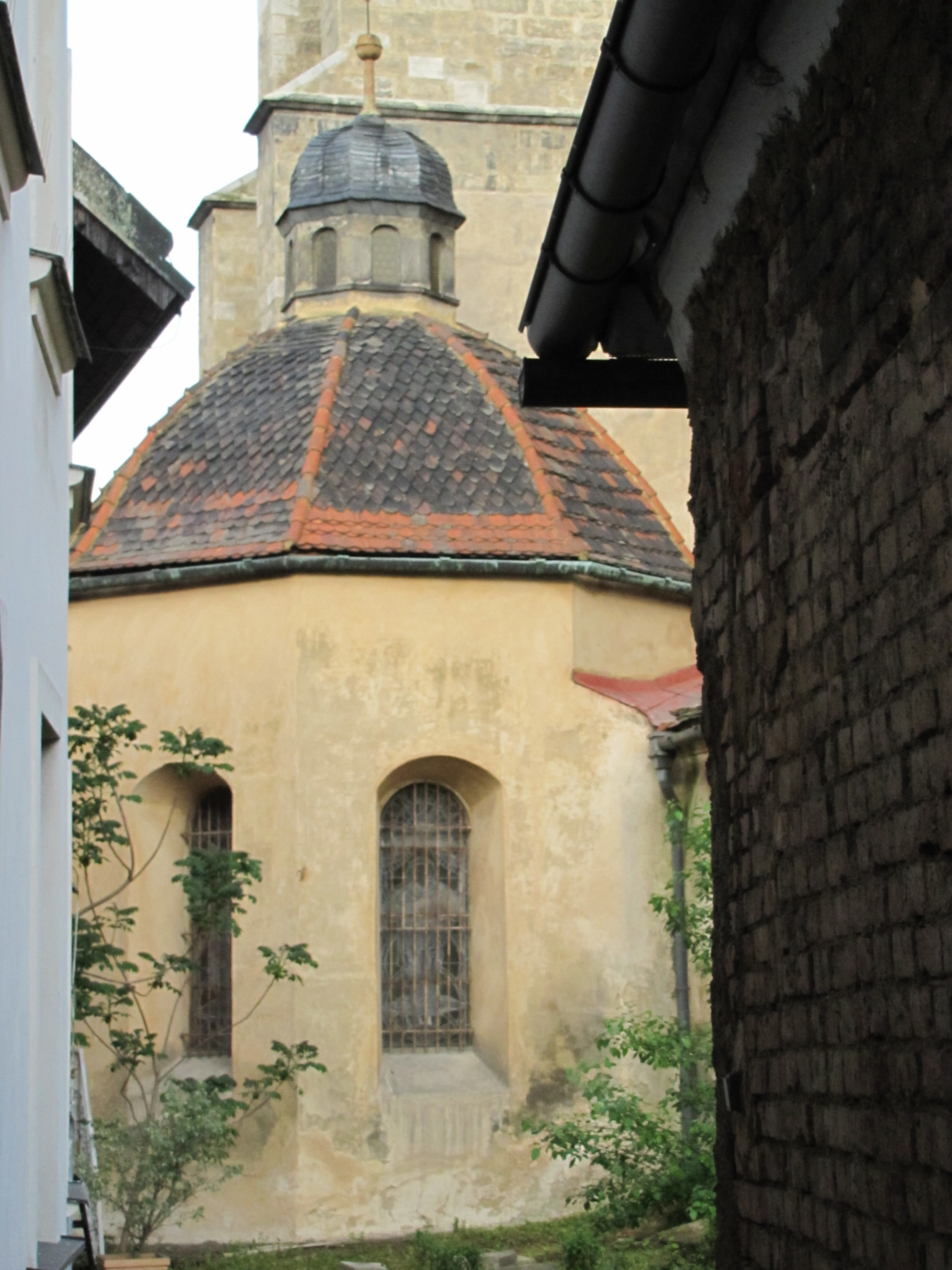
Pohled od západu
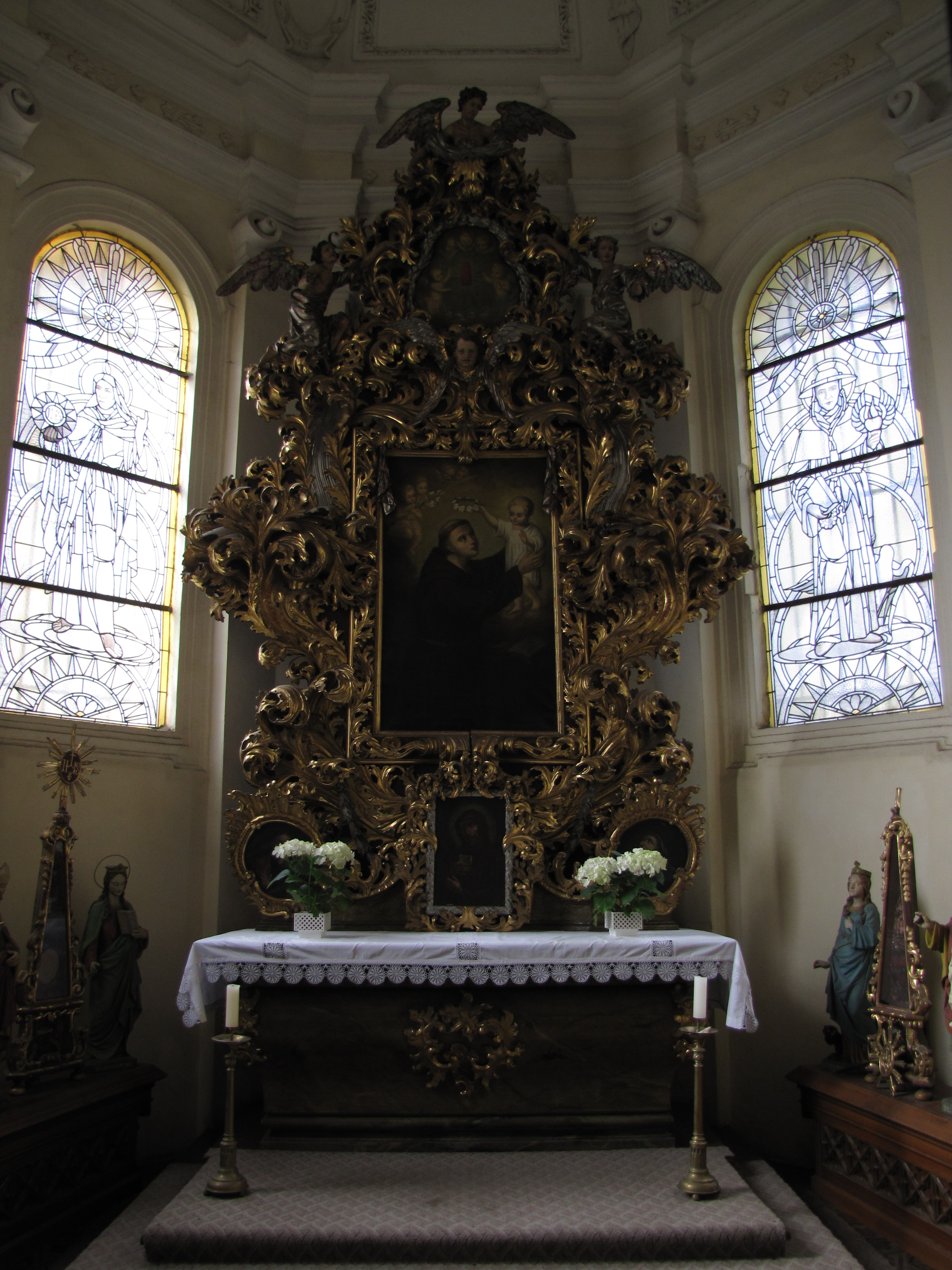
Oltář
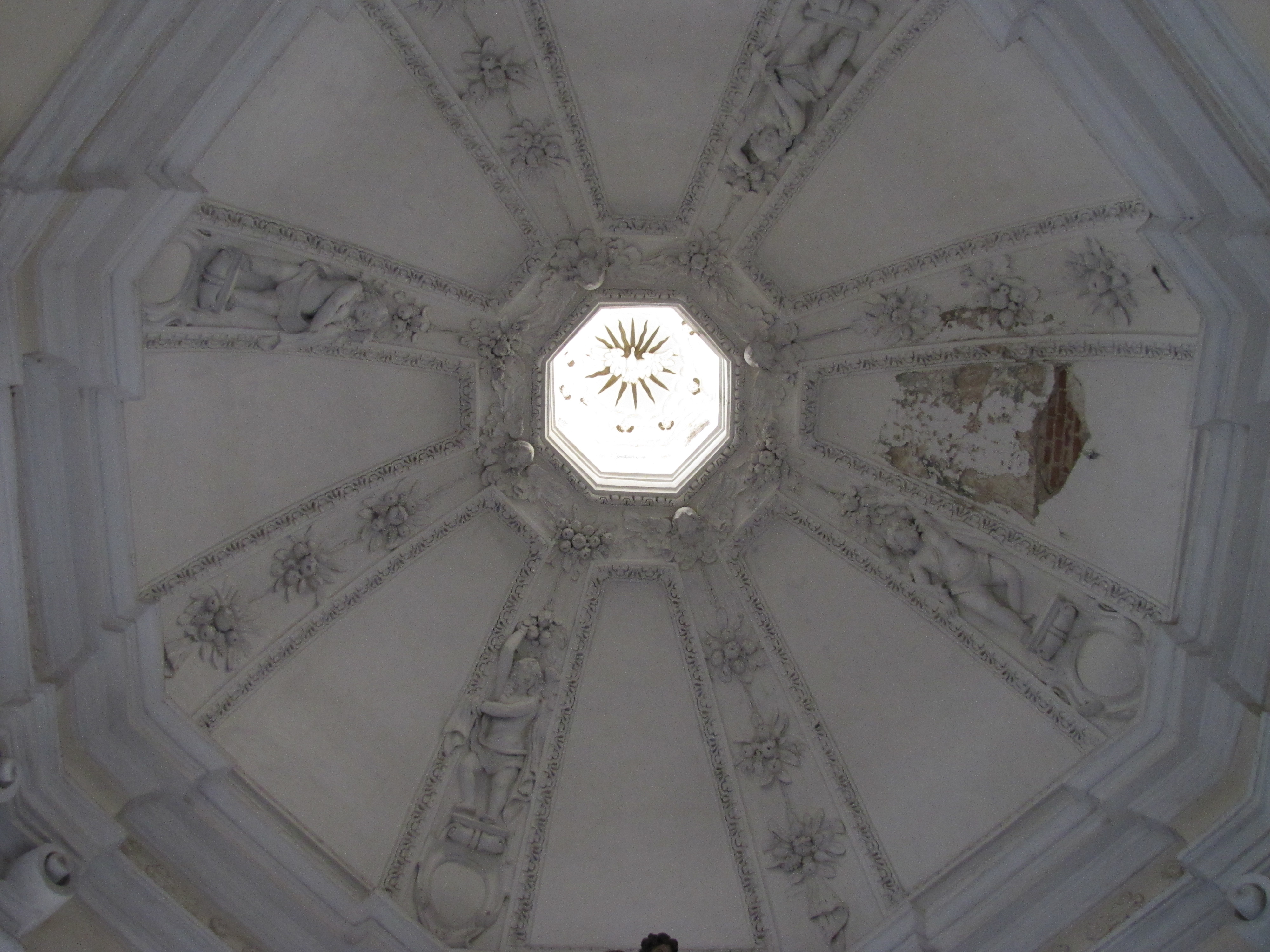
Kupole
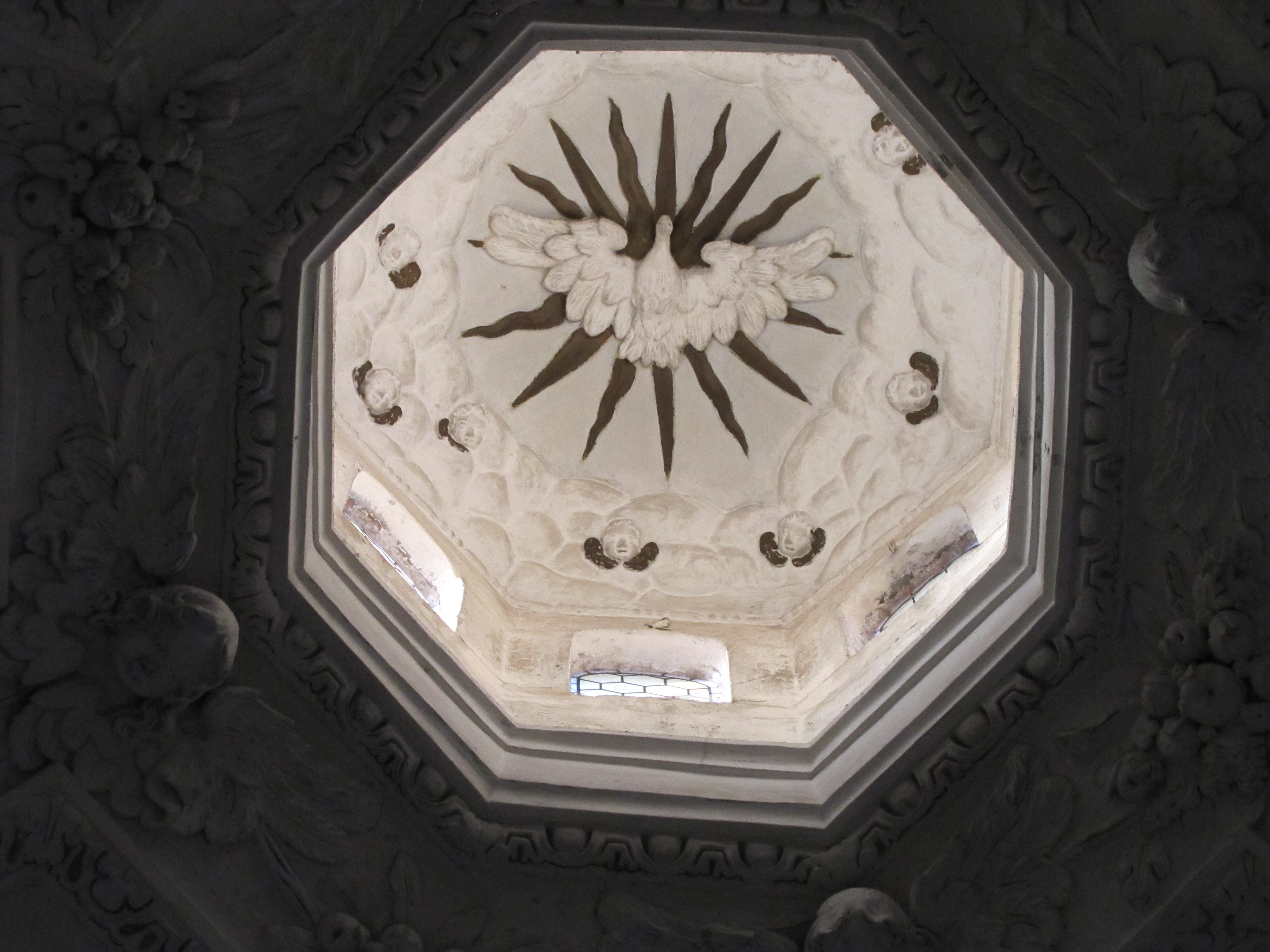
Lucerna kupole
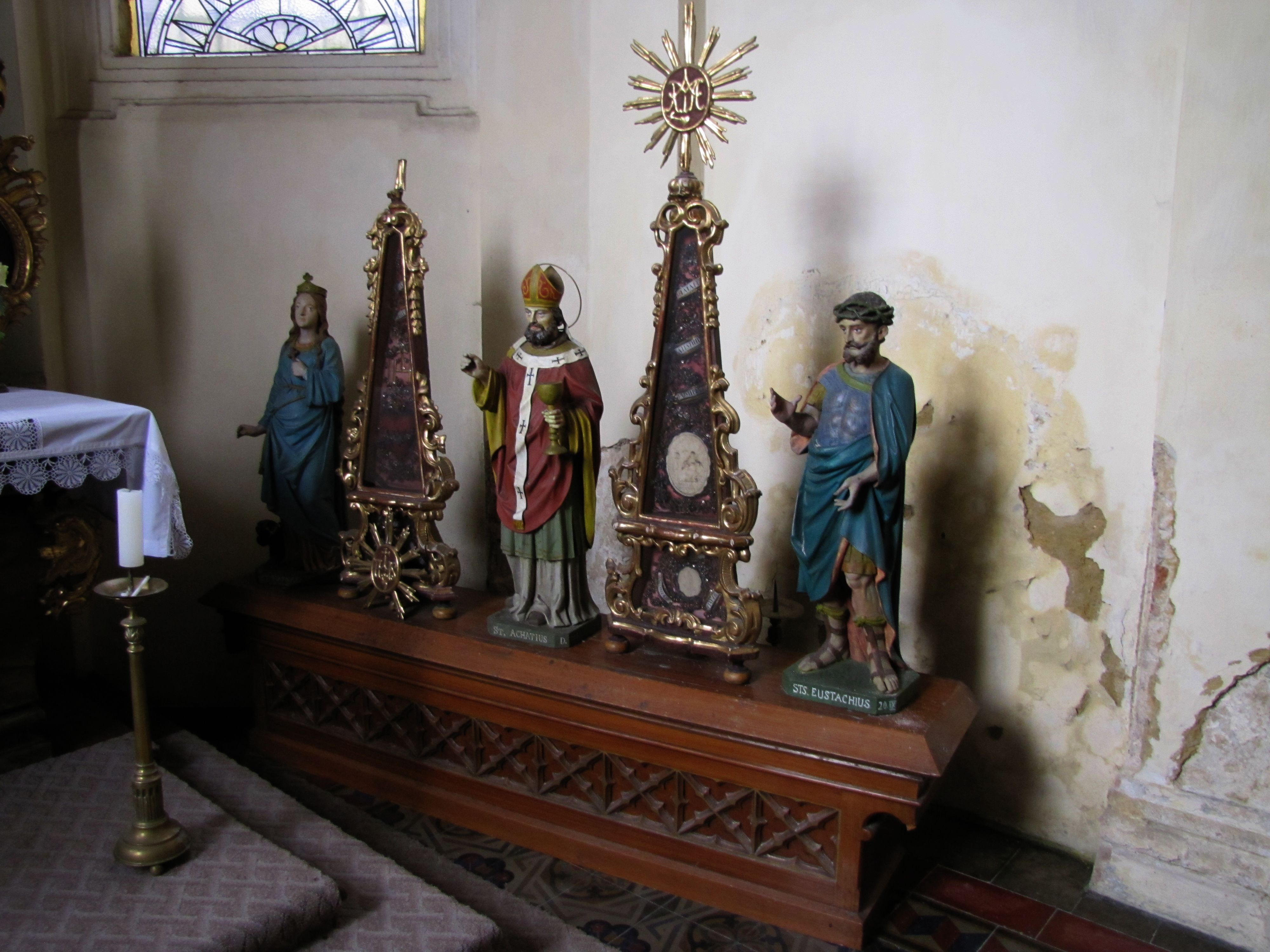
Umístěné sochy
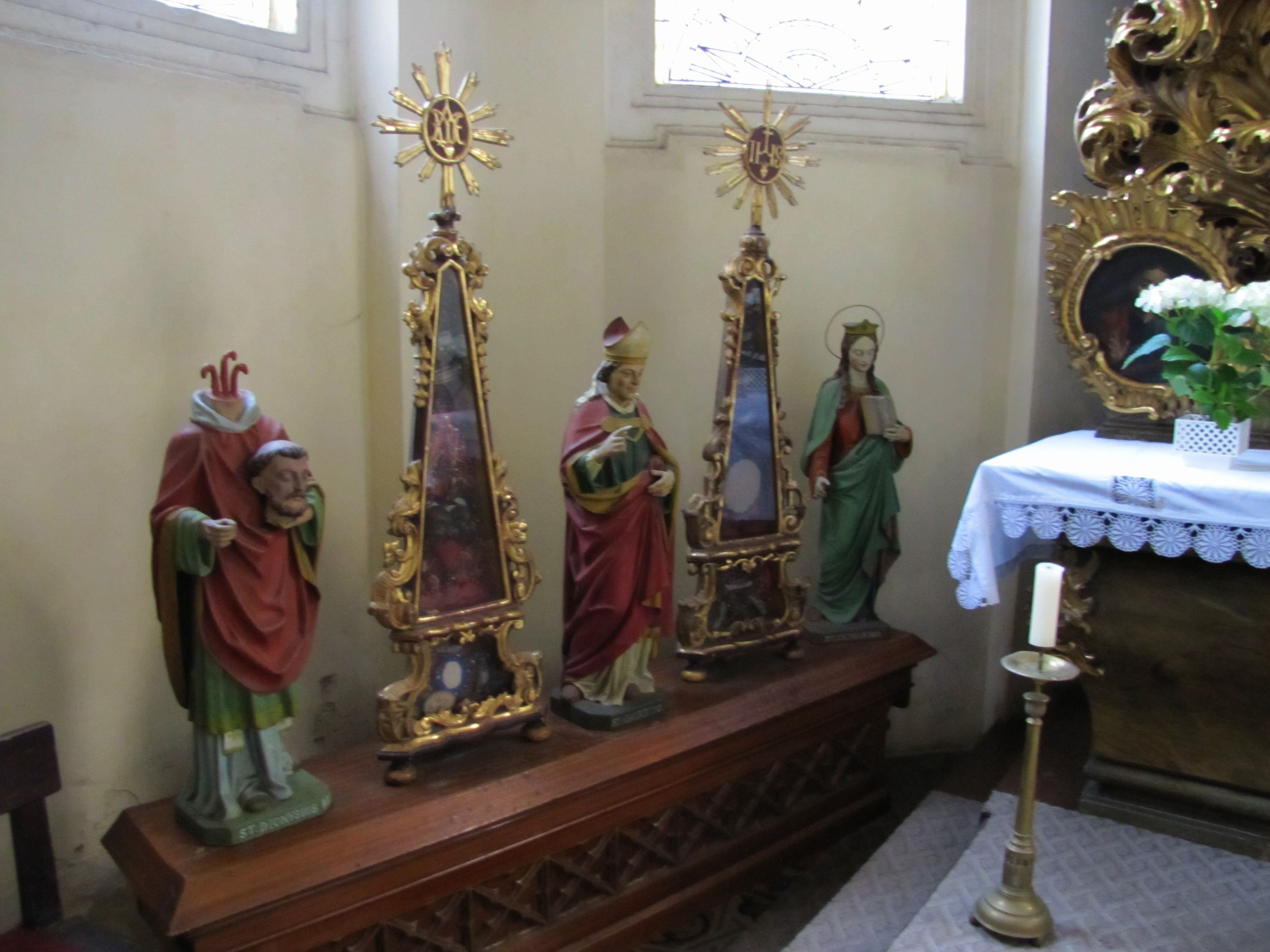
Umístěné sochy